# 山清水秀碑
23°58′26″N 120°58′49″E / 23.973878°N 120.980142°E
山清水秀碑，原稱臺灣地理中心碑，位於臺灣南投縣埔里鎮、臺灣地理中心虎子山頂的山腳下，1965年落成。

## 由來

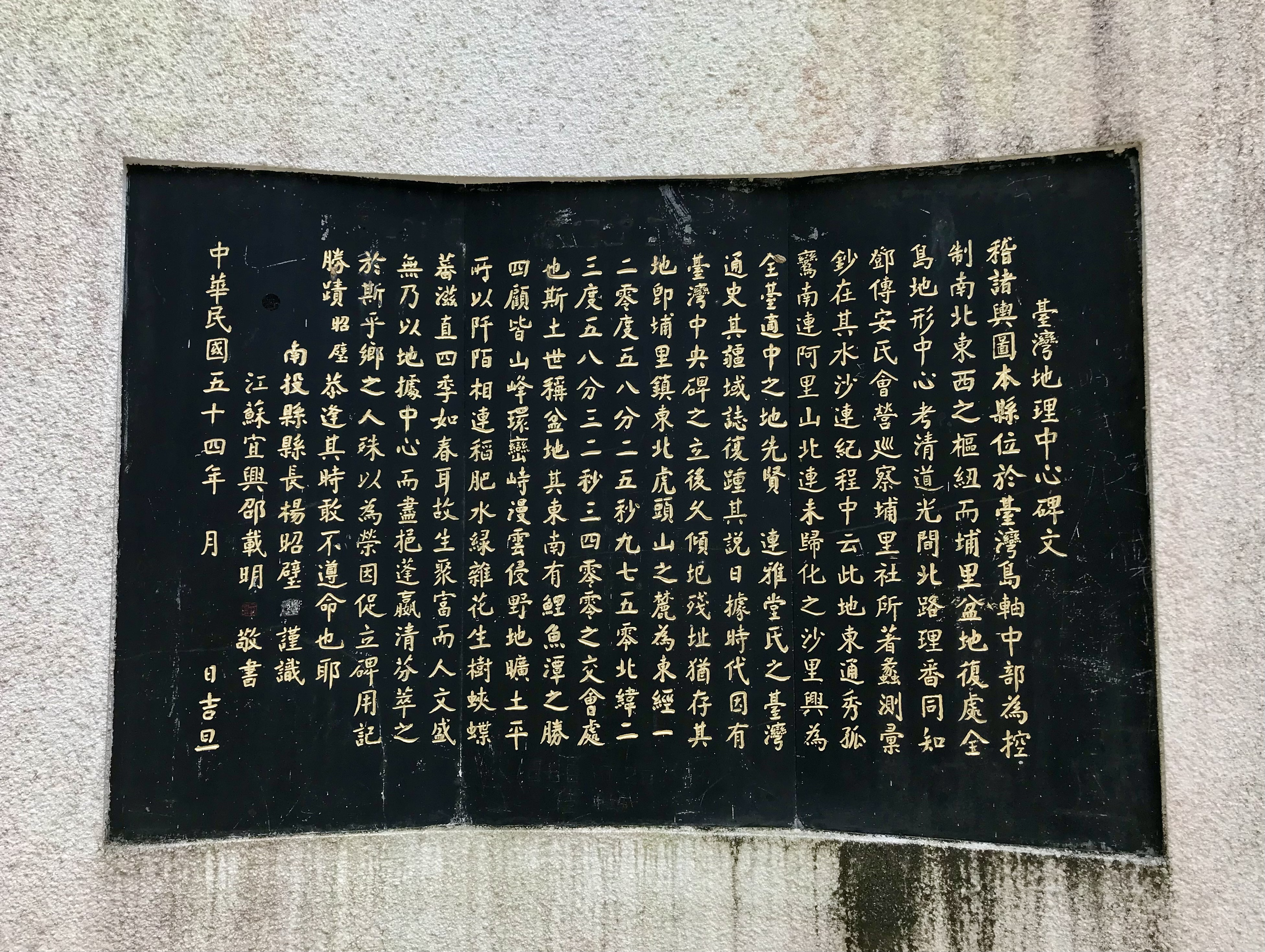
碑文

臺灣地理中心碑原是在埔里中山堂東中山路邊，1906年設立，戰後時期初即毀去。
1952年2月5日下午，議長蔡鐵龍主持的南投縣議會上，埔里鎮代表會建議重建臺灣地理中心碑。1964年9月30日，埔里鎮鎮長白金章等人來虎子山勘察。10月3日，縣長楊昭璧對省主席黃報告說將建臺灣地理中心碑。11月30日，縣府以新台幣十二萬兩千元發包給建信營造廠承作。12月6日由縣長楊昭璧舉行破土儀式，並邀有「寶島玉女」之稱的張美瑤前來剪綵。1965年5月8日，竣工。

## 位置
一些遊客僅走到虎子山腳下的此碑，而不往上爬。從碑後的階梯上山，慢行約十分鐘才是臺灣地理中心點。由聯勤測量隊標定的地理中心點本身有軍事用途，而該碑所在只是方便旅客參觀的概略位置。1979年4月22日，總統蔣經國到此參觀。他認為碑不在中心，但周遭環境幽雅，特題字「山清水秀」，以改稱成「山清水秀碑」。
2010年3月17日，Circus樂團上飛碟電台打歌時，稱曾來此碑拍攝電視節目，發現碑址不是臺灣中心點，感覺被騙，因此在碑上排糞洩恨。18日，經紀人許朝翔澄清說，這講法只是節目效果，並沒有這樣作。4月3日，春天吶喊上，Circus樂團把電子媒體所做過的這些「洩糞」相關報導剪成RAP播出。

## 意象
碑身為中興大學設計。材質為大理石，以兩道白色孤形護牆包圍一個褐色方形柱體，頂端有一交叉雙環。埔里鎮鎮徽以此碑為圖，加上代表層巒疊翠環繞的圓環。蔣經國與李忠祥、楊煦、呂酒瓶等合照成的浮雕，以此碑為背景。
埔里鎮為促進觀光，2002年經民眾票選出包含此的十二景點，並由孫少英繪製此碑，在次年1月22日舉行畫作捐贈典禮。南投縣圖書館埔里分館在2003年9月18日啟用的借書卡，圖案也是此碑，由沈政瑩繪製。

## 觀光
沿埔霧公路往鯉魚潭、霧社的旅客，都不免俗地中途停在碑前留影紀念。該地沒有規畫大型停車場，常發生車輛占據馬路，縣議員許阿甘還曾建議將一旁的埔里高工遷校，原地改作停車場與校舍作農特產展售中心。
因遊客眾多，吸引攤販前來，販賣香菇、竹筍、百香果等在地農產。2003年3月1日起，埔里警分局禁止攤販在週邊擺攤。2006年12月28日，埔里警分局交通組巡佐簡文杞與埔里鎮公所農經課長吳元明、清潔隊長陳俊宏來此，針對是否能設攤再進行討論。次年1月10日，在鎮公所召開協調會後，決定禁止路邊設攤，但紅磚步道區可販售農特產品。
山清水秀碑此地產權屬行政院農業委員會林務局，並委由縣府代管。2004年七二水災後，因土石、樹木崩塌堆積在碑附近已一月未清，引起當地枇杷里長龔泰利在8月3日對鎮長馬文君抱怨影響地方觀光發展。該月21日，縣長林宗男被前來巡視災區的總統陳水扁當面數落，使得縣府23日趕緊對針對碑地的棄土清運簽請招標發包。29日便動工清理。
原先外地遊客須搭公車到埔里市區，再搭班次不多往仁愛鄉的公車前往，直到2013年由全航客運加設從台中市來的班次。